# مركز الفروسية للأمن الوطني الجزائري
مركز الفروسية للأمن الوطني، ثم انشاؤه في 30 أبريل 1973 بالبليدة الجزائر، له ترجبة عريقة في تكوين الفرسان بالنسبة لجهاز الأمن الوطني.

## تاريخ
في البداية كان يتم تكوين أعوان الشرطة خيرة (الفرسان)، ثم أصبح النادي يشارك في مختلف المنافسات الرياضية الوطنية والدولية.
تحصل نادي الشرطة للفروسية على بطولة الأصاغر لسنة 2010، ومشاركتان دوليتان للفديرالية العالمية للقفز على الحواجز حيث تحصل الفريق على المرتبة الأولى في سنة 2010 وسنة 2014 المؤهلة للبطولة العالمية في بينزويلا. 